# Sonnborn

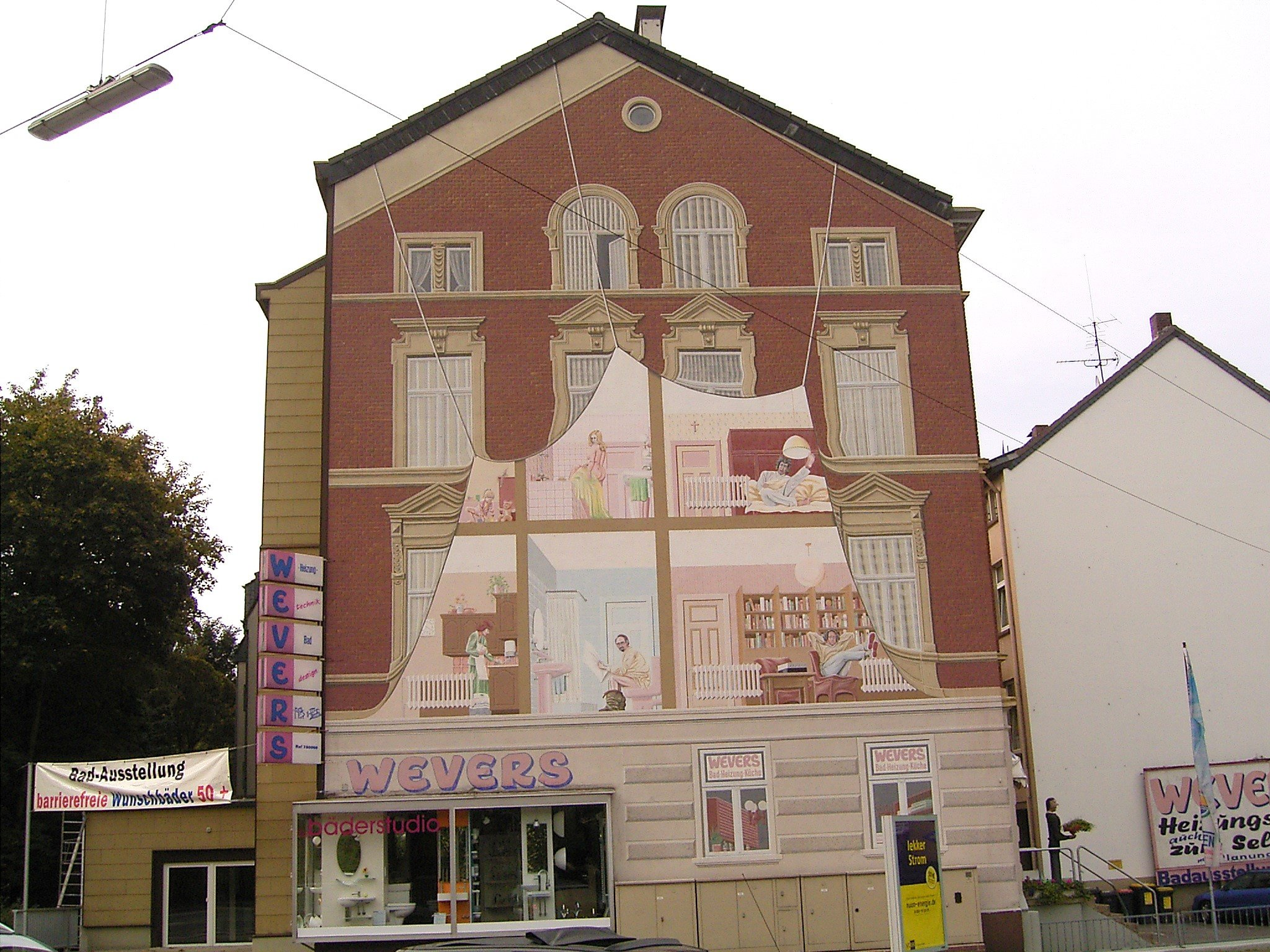
Bemalte Fassade eines Hauses in Sonnborn

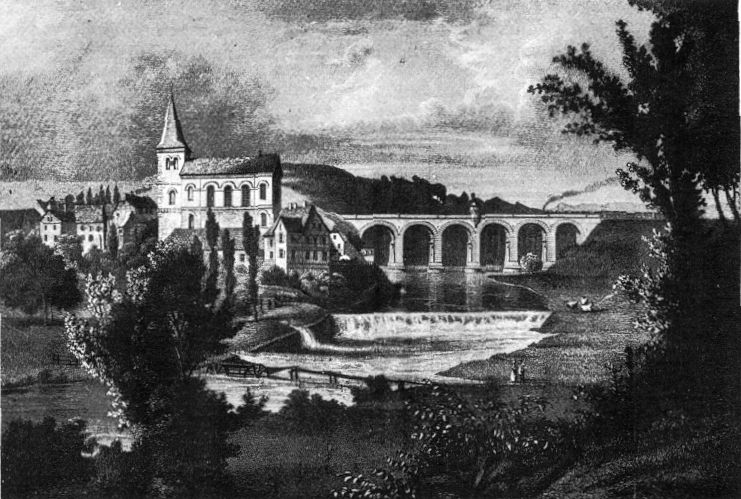
Sonnborn mit der klassizistischen Kirche von 1838

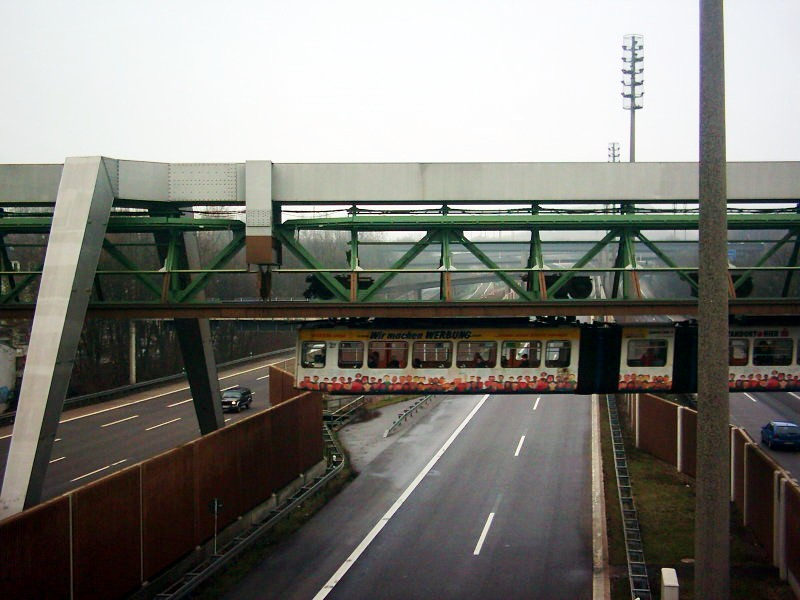
Schwebebahn über der Autobahn (Sonnborner Kreuz)

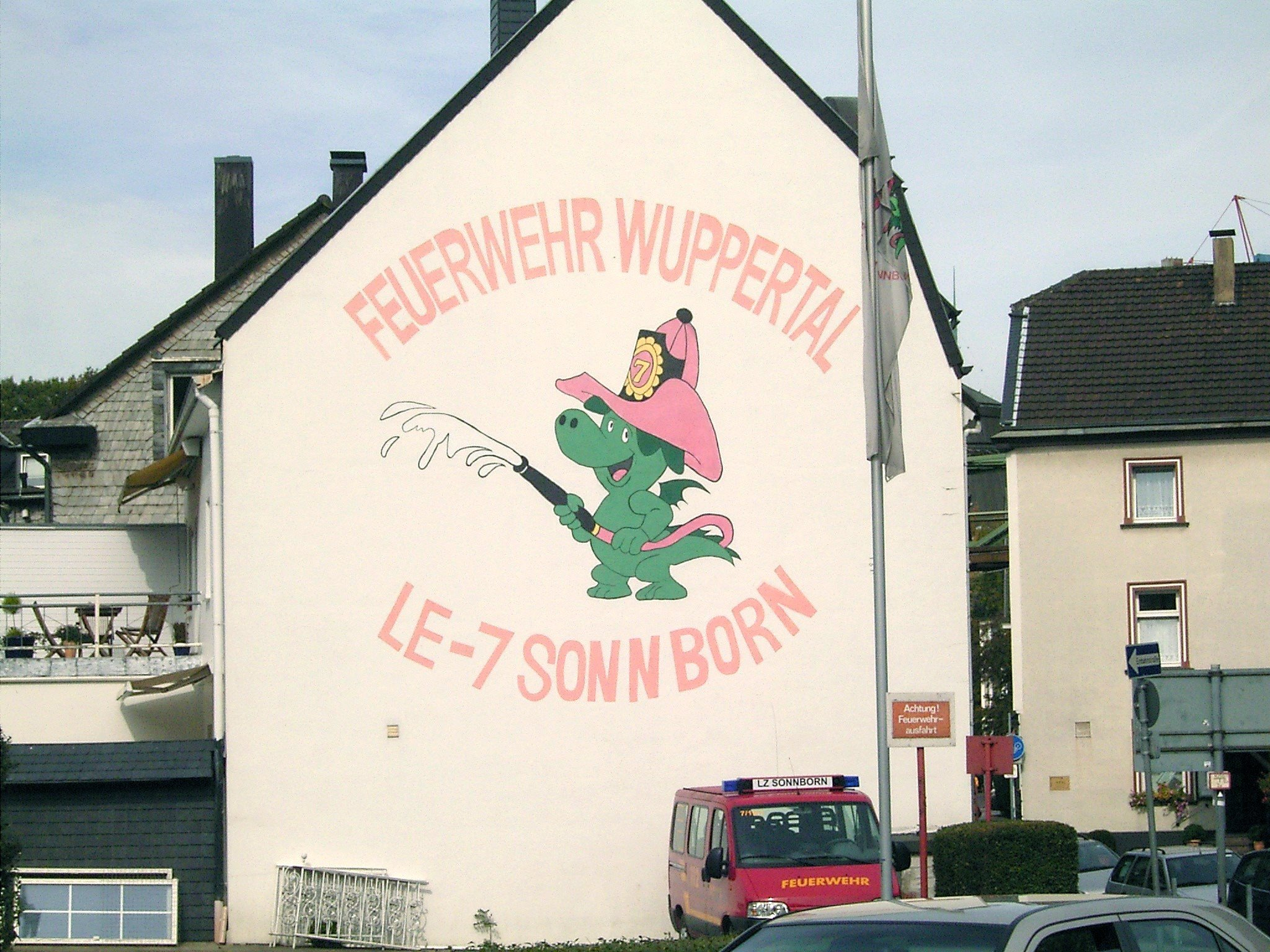
Der kleine Feuerwehrdrache am Feuerwehrhaus der Freiwilligen Feuerwehr in Sonnborn

Sonnborn ist eine ehemalige selbstständige Bürgermeisterei, die 1888 geteilt und aufgelöst wurde. Der Kern Sonnborns wurde nach Elberfeld eingemeindet und bildet heute das Wohnquartier Sonnborn des Wuppertaler Stadtbezirks Elberfeld-West, der Westteil der Bürgermeisterei wurde als Gemeinde und Bürgermeisterei Vohwinkel eigenständig und bildet heute den Großteil des gleichnamigen Wuppertaler Stadtbezirkes.

## Etymologie
Der etymologische Ursprung der alten Ortsbezeichnung Sonnborn taucht vorgeblich erstmals 874 mit der Erwähnung einer „basilica, quae est in Sunnebrunno“ (Sunnebrunno = Sonnenbrunnen) auf. Dieser Name lässt sich auf eine heidnische Kultstätte schließen, an deren Stelle eine christliche Kirche (basilica) errichtet wurde.

## Geschichte
Sonnborn war möglicherweise ein fränkischer Vorposten im Grenzgebiet zwischen dem Frankenreich und dem Einflussgebiet der Sachsen. Einziger Hinweis auf diese frühe Zeit ist der Vorläuferbau der Sonnborner Hauptkirche, das Remigius-Patrozinium, das in der Merowinger- und Karolingerzeit sehr beliebt war. Die häufig erwähnte Urkunde aus dem Jahre 874, die das älteste Gotteshaus im Wuppertal bezeugt, wurde als Fälschung entlarvt. In neuerer Zeit galt Sonnborn jahrhundertelang als westlicher Vorposten Elberfelds.
Die Höfe unterstanden anfänglich der Hofgerichtsbarkeit des zum Stift Gerresheim gehörenden Gutes Lüntenbeck. Später wurden die Gerichtsbarkeit den Herren Elverfeld zugesprochen. 1359 wurden sie dem Amt Solingen unterstellt und blieben dort bis 1808. Unter der folgenden französischen Herrschaft wurde Sonnborn dem Kanton Elberfeld zugeordnet. Im Zuge der preußischen Neuordnung der Kreise nach dem Abzug der Franzosen wurde Sonnborn 1816 dem Kreis Mettmann und der Bürgermeisterei Haan zugesprochen. Wiederholt gestellte Anträge, wieder nach Elberfeld zugeordnet zu werden, wurden nicht berücksichtigt.
Die befestigte Straße von Elberfeld nach Sonnborn wurde auf Initiative von Johann Wilhelm Fischer 1809–1812 gebaut.

### Bürgermeisterei Sonnborn
1867 wurde Sonnborn von Haan getrennt und zur selbständigen Bürgermeisterei erhoben. Erster Bürgermeister wurde 1868 Emil Pahlke (1828–1893), er blieb bis 1871 im Amt und wurde von Gottfried Eschmann (1834–1890) abgelöst, dieser 1886 von Gottlieb Heinrich (1856–1927).
1888 gehörten zur Gemeinde Sonnborn die Wohnplätze Am Hagen, An der Linde, Aprath, Bies, Boltenheide, Braken, Broscheidt, Bruch, Brucherhäuschen, Buchenhofen, Dasnöckel, Frankholz (Beek), Frankholz (Varresbeck), Frankholzhäuschen, Frohenthal, Giebel, Große Bück, Grotenbeck, Grünewald, Hackland, Halbenberg, Hammerstein, Hammersteinerfabrik, Hammersteinermühle, Hexter, Hoffnung, Katernberg, Kirberg, Kleine Bück, Kluse, König, Krutscheid, Kütenhaus, Lüntenbeck, Mergenhaus, Möbeck, Mühlenpfad, Natrath, Nocken, Nockenhäuschen, Nösenberg, Oben vorm Steeg, Oberst, Osterholz, Rheinstation, Roßkamp, Rottscheid, Rutenbeck, Sandfeld, Sandgrube, Saurenhaus, Schickenberg, Schiete, Schliepershäuschen, Schöne Aussicht, Siegersbusch, Sonnenberg, Sonnenthal, Stackenberg, Stackenbergerhöhe, Steegereiche, Steinberg, Steinbergsfeld, Steinbergspiep, Tesche, Theisbruch, Thurn, Unten vorm Steeg, Untere Varresbeck, Vogelsang, Vohwinkel, Bahnhof Vohwinkel und Wieden.

### Auflösung der Bürgermeisterei
Nach einer weiteren Neuordnung der Kreise 1888 wurde Sonnborn aufgelöst. Der Ostteil der Gemeinde wurde in den Stadtkreis Elberfeld eingegliedert. Der im Kreis Mettmann verbliebene Gemeindeteil bildete seitdem die Gemeinde und Bürgermeisterei Vohwinkel.

## Bauwerke

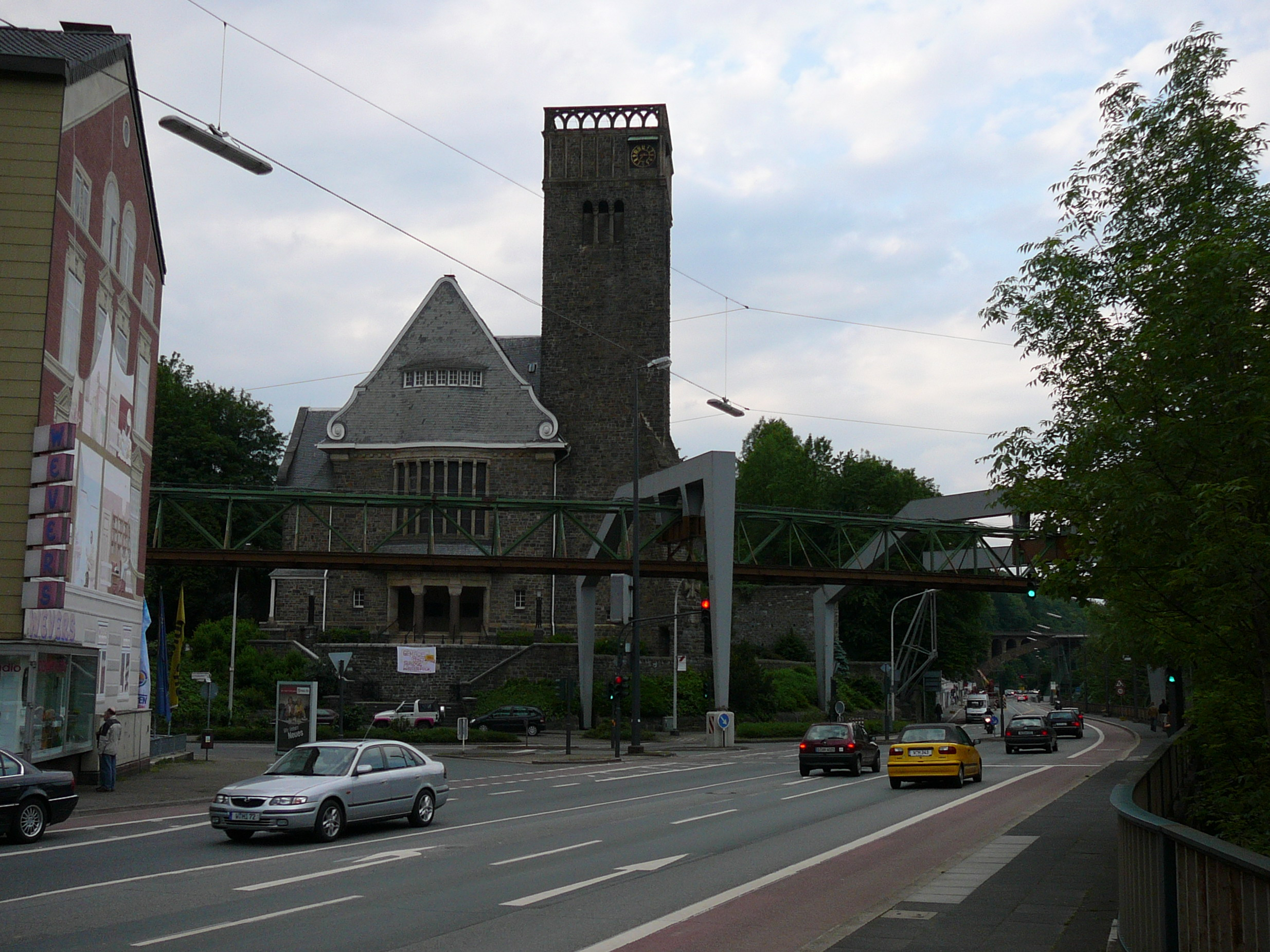
Hauptkirche Sonnborn

Die frühmittelalterliche „Basilika“ bestand bis Mitte des 15. Jahrhunderts, sie wurde durch eine neue ersetzt. Diese wurde ihrerseits von 1836 bis 1838 vergrößert, fiel 1917 einem Brand zu Opfer. 1922 bis 1926 wurde dann die große Sonnborner Hauptkirche an der Sonnborner Straße erbaut. Besonders bedeutend ist die Kirchenorgel aus der Orgelwerkstatt Faust. Die zwei Glocken aus dem 15. Jahrhundert sind die ältesten im Wuppertaler Raum.

## Persönlichkeiten des Ortes

### Persönlichkeiten die in Sonnborn geboren sind
- Werner Graeff (1901–1978), deutscher Maler, Bildhauer, Grafiker und Fotograf

### Persönlichkeiten die mit Sonnborn in Verbindung stehen
- Johann Heinrich Lindermann (1802–1892), Bandweber, Kolporteur, Evangelist und Begründer der autochthonen sabbatarischen „Christen-Gemeinde“
- Tagarah (1868–1885), Häuptlingstochter des Aboriginesstamms der Manbarra. Seit 2017 befinden sich Tagarahs Grab mit dem Namen Sussy Dakaro und ein Gedenkstein auf dem evangelischen Friedhof in Sonnborn-Wuppertal.